# Adina-Maria Hamdouchi
Adina-Maria Hamdouchi (née Bogza) est une joueuse d'échecs roumaine puis française née le 25 août 1979 à Bucarest, grand maître international féminin.
Au 1er mai 2024, elle est la 18e joueuse française avec un classement Elo de 2 165.

## Carrière
Adina-Maria Hamdouchi a commencé à jouer aux échecs à environ neuf ans et a obtenu de nombreuses médailles et titres dans les championnats roumains (juniors, adultes et par équipes). En même temps, elle a poursuivi des études et obtenu un master en ingénierie chimique en 2003. 
Grand maître international féminin depuis 2003, elle a représenté la Roumanie lors des championnats d'Europe par équipe de 2005 (la Roumanie finit cinquième) et de  l'olympiade d'échecs de 2006 féminine à Turin. En 2003, elle a obtenu la médaille d'argent lors du Championnat d'Europe des Clubs avec l'équipe roumaine AEM Timisoara. 
Lors de son transfert sur la liste France en mars 2010, elle était classée 4e joueuse française avec un classement  Elo de 2 332 points.
Depuis avril 2013, elle est entraîneur d'échecs travaillant pour la Fédération qatarienne des échecs (Qatar Chess Federation). Elle entraîne plus particulièrement les jeunes joueuses qatariennes.

## Vie privée
Aidna-Maria Bogza s'est mariée en mai 2007 à Montpellier (France) avec le  grand maître international Hicham Hamdouchi. Ils ont ensemble deux enfants.